# Alena Plháková
Alena Plháková (* 27. února 1954, Vsetín) je česká psycholožka, která působila na katedře psychologie Univerzity Palackého v Olomouci. Je autorkou Učebnice obecné psychologie, sloužící často jako učebnice základních kurzů psychologického studia.

## Biografie
V letech 1969–1973 navštěvovala gymnázium ve Zlíně. Od roku 1973 studovala psychologii na Filozofické fakultě Univerzity Palackého v Olomouci. V průběhu let 1978–2000 získala postupně tituly PhDr. a doc. na Univerzitě Palackého v Olomouci a v Brně na Masarykově univerzitě titul CSc. V roce 2009 byla jmenována profesorkou v oboru klinická psychologie.
V rámci postgraduálního studia absolvovala základní i pokračovací kurz hypnózy pod vedením prof. Stanislava Kratochvíla. V roce 1999 ukončila výcvik ve skupinové psychoanalytické psychoterapii.
Mezi léty 1978–1981 pracovala v Pedagogicko-psychologické poradně ve Zlíně a poté působila v Psychiatrické léčebně v Kroměříži jako klinická psycholožka. Patřila mezi první psychology, kteří v roce 1985 dokončili speciální průpravu pro výkon práce ve zdravotnictví (atestaci). V letech 1986 až 1990 byla vedoucí Manželské a předmanželské poradny v Kroměříži. Od roku 1993 působila v Olomouci, nejprve rok na katedře psychologie a patopsychologie Pedagogické fakulty UP a poté na katedře psychologie Filozofické fakulty UP. V roce 2015 odešla kvůli vleklým problémům s ušními šelesty (tinnitem) do důchodu. Na katedře psychologie FF UP přednášela obecnou psychologii, dějiny psychologie a základy psychoanalýzy. Vedla desítky studentských prací, zabývala se výzkumem inteligence, kreativity a snění. Působila také v psychologické poradně pro studenty. Je autorkou publikací Učebnice obecné psychologie, Dějiny psychologie, Spánek a snění, Teoretické základy psychoanalýzy a dalších monografií. V letech 2008 až 2013 byla členkou stálé pracovní skupiny Akreditační komise pro pedagogiku, psychologii a kinantropologii MŠMT.
Oblastmi jejího zájmu jsou psychodynamické psychologické teorie, výklad snů, inteligence a kreativita. Věnovala se také psychologii vědy a dějinám české psychologie, především osobnosti Vladimíra Tardyho a Ludmily Koláříkové. Má ráda staré filmy, například v režii Alfreda Hitchcocka. K jejím zálibám patří fotografování, vaření a turistika s rodinou.

## Vybrané publikace
- Plháková, A. (2025). Teoretické základy psychoanalýzy. Cesta k porozumění lidské mysli. Triton.
- Plháková, A. (2023). Učebnice obecné psychologie. 2., doplněné, aktualizované a přepracované vydání. Academia.
- Plháková, A. (2020). Dějiny psychologie. 2. přepracované a doplněné vydání. Grada.
- Dostál, D., Plháková, A., & Záškodná, T. (2017). Domain-specific creativity in relation to the level of empathy and systemizing. Journal of Creative Behavior, 51(3), 225-239.
- Klůzová Kráčmarová, L. & Plháková, A. (2015). Nightmares and their consequencesin relation to state factors, absorption, and boundaries. Dreaming, 25(4), 312-320).
- Plháková, A. (2013). Spánek a snění. Vědecké poznatky a jejich psychoterapeutické využití. Praha: Portál.
- Plháková, A. & Pechová, O. (2012). Život a dílo Vladimíra Tardyho. Academia.
- Blatný, M., Hřebíčková, M., Millová, K., Plháková, A., Říčan, P., Slezáčková, A. & Stuchlíková, I. (2010). Psychologie osobnosti. Grada.
- Plháková, A. (2010). Czech psychologist Ludmila Koláříková (1909-1968). In Gundlach, H., Roe, R., Sinatra, M. & Tanucci, G. (Eds.). European pioneer women in psychology. Milano: FrancoAngeli, 105-114.
- Hoskovcová, S., Hoskovec, J., Plháková, A., Šebek, M., Švancara, J. & Vobořil, D. (2010). Historiography of Czech psychology. History of Psychology, 13(3), 309-334.
- Plháková, A. (2008). Reflections on the main schools of the world psychology in the Czech  inter-war psychology. History of Psychology, 11(4), 209-219.
- Plháková, A. (2006). Dějiny psychologie. Grada Publishing.
- Plháková, A. (2003). Učebnice obecné psychologie. Academia.